# Dryopteris × arecesiae
Dryopteris × arecesiae là một loài dương xỉ trong họ Dryopteridaceae. Loài này được P mô tả khoa học đầu tiên năm 1990.
Danh pháp khoa học của loài này chưa được làm sáng tỏ. 